# WAW (EP)
WAW, también conocido como Where Are We, es el undécimo EP del grupo femenino surcoreano Mamamoo. Fue lanzado por RBW el 2 de junio de 2021 y distribuido por Kakao M. Contiene cuatro canciones, incluyendo el sencillo principal «Where Are We Now».

## Antecedentes y lanzamiento
El 14 de mayo de 2021, las redes oficiales de Mamamoo publicaron sorpresivamente una imagen con el texto "WAW" e indicando "Mamamoo está regresando por ti", sin confirmar ninguna noticia. Tres días después, mediante un tráiler se oficializó el próximo lanzamiento de un nuevo miniálbum titulado WAW, como abreviatura de Where Are We.
El 18 de mayo fue publicada una primera imagen conceptual del grupo, además de confirmar el 2 de junio de 2021 como el día del lanzamiento del nuevo álbum. Posteriormente, en días consecutivos se publicaron fotos conceptuales individuales de cada una de las miembros del grupo.
El 25 de mayo fue publicado un segundo tráiler, esta vez bajo el título "Destiny Ver.", y con lo que sería un avance de una nueva canción del grupo. Dos días después un nuevo tráiler fue publicado bajo el título de "Caddo Ver.". El 28 de mayo se anunció la lista de canciones, confirmando que el miniálbum contendría cuatro pistas e informando que sería un álbum de baladas. También se informó que con el lanzamiento del nuevo álbum, Mamamoo lanzará su proyecto "2021 Where Are We", celebrando el séptimo aniversario del grupo, el 19 de junio, además de celebrar un concierto de verano que ha sido postergado desde el año previo, debido a la Pandemia de COVID-19, y el lanzamiento de un documental que rememorará su carrera.

## Lista de canciones
| CD / Descarga digital |                                                   |                                       |                                      |                           |          |  |
| N.º                   | Título                                            | Letras                                | Música                               | Arreglo                   | Duración |  |
| 1.                    | «Where Are We Now»                                | Kim Do Hoon, Cosmic Girl              | Kim Do Hoon, Cosmic Girl, Lee HuSang | Kim Do Hoon, Lee HuSang   | 3:44     |  |
| 2.                    | «Another Day» (내일의 너, 오늘의 나)              | Cocodubuappa, Winsome, Hwang SeongJin | Cocodubuappa, Winsome                | Cocodubuappa, Winsome     | 4:05     |  |
| 3.                    | «A Memory for Life» (애써)                        | Jeon DaWoon, Cocodubuappa, Moonbyul   | Cocodubuappa, Jeon DaWoon            | Cocodubuappa, Jeon DaWoon | 3:33     |  |
| 4.                    | «Destiny Part.2» (우린 결국 다시 만날 운명이었지) | Kim Do Hoon, Park Woosang             | Kim Do Hoon, Park Woosang            | MingKi                    | 3:05     |  |
| 14:27                 |                                                   |                                       |                                      |                           |          |  |

## Reconocimientos

### Listados
| Publicación         | Lista                        | Ranking | Ref.  |
| ------------------- | ---------------------------- | ------- | ----- |
| Genius Korea        | 2021 Year-End: Top EPs       | 41.º    | [ 7 ] |
| Rolling Stone India | 10 Best K-Pop Albums of 2021 | 9.º     | [ 8 ] |

## Posicionamiento en listas
| Lista (2021)                     | Mejor posición |
| -------------------------------- | -------------- |
| Corea del Sur (Gaon Album Chart) | 5              |

## Historial de lanzamiento
| País   | Fecha              | Formato                       | Sello        | Ref.   |
| ------ | ------------------ | ----------------------------- | ------------ | ------ |
| Varios | 2 de junio de 2021 | CD Descarga digital streaming | RBW, Kakao M | [ 10 ] |